# میمونق
میمونق یکی از روستاهای استان آذربایجان شرقی است که در دهستان سراجوی شمالی بخش مرکزی شهرستان مراغه واقع شده‌است.
وجه تسميه اين روستا، ارتباطی با میمون ندارد و نام واقعی آن میمنق(میمه+نق) می باشد و اسم میمون در راستای فارسیزه کردن پیشنهاد شده است که البته اهالی روستا از بکار بردن آن امتناع می کنند.